# زین خان سرهندی
زین‌الدین‌ خان، مشهور به زَین‌ خان سِرهندی (درگذشتهٔ ۱۴ ژانویهٔ ۱۷۶۴)، فُوج‌دار مُغولیِ سرهند، از خدمت‌گزاران شاه عالم دوم و از متحدان نجیب‌الدوله و احمدشاه دُرّانی بود. زین‌ خان در سومین نبرد پانی‌پت شرکت کرد و در تقویت حاکمیت مغولان (گورکانیان هند) در این منطقه نقش داشت.

## زندگی‌نامه
زین‌خان از سپهسالاران و اشراف برجسته در دربار احمدشاه درانی بود. پس از فتح دهلی به‌دست دُرّانی، وی به‌عنوان صوبه‌دارِ سرهند منصوب شد. با این حال، زین‌خان به‌زودی به‌سبب غارت روستاهای قلمرو خود و نپرداختن حقوق سربازانش بدنام شد. طهماس‌خان که از رفتارهای او بیزار شده بود، از خدمتش کناره‌گیری کرد و پیش‌بینی نمود که زین‌خان همراه با شهر سرهند سقوط خواهد کرد. 
زین‌خان از حامیان احمدشاه بود و در نسل‌کشی بزرگ سیک‌ها (وَدّا گَلّوغارا) که در ۵ فبروری ۱۷۶۲ روی داد، شرکت داشت. در جنوری ۱۷۶۴، احمدشاه ششمین لشکرکشی خود را برای کمک سادات‌یارخان از منطقهٔ دواب و زین‌خان سرهندی و سپاه مغولی او آغاز کرد، اما این سپاه در بیرون از شهر سرهند، توسط ۳۶ هزار شورشی سیک به رهبری جسه‌ سینگ آهلووالیا شکست خورد. شورشیان سپس شهر لاهور و بخش‌های بالایی دُواب را غارت کردند.

### مرگ
زین‌خان سرهندی در نبرد سِرْهَند (۱۷۶۴) از سوی نیروهای سیک شکست خورد و کشته شد.  

## نوادگان
زین‌خان اصالتاً از خاندان خان‌خیلِ طایفهٔ تَرَکزَیِ و از تیره مومند در منطقه لال‌پور بود. نسل مستقیم او در کتاب مهمندها نوشتهٔ دبلیو. آر. اچ. مِرک (W. R. H. Merk) ردیابی شده‌ است. بانفوذترین شاخه از این خاندان، نوادگان چهار پسر نوروزخان هستند که به پیشاور مهاجرت کردند. برجسته‌ترین فرد کنونی این خاندان، خان طاهر زمان خان است که در پیشاور زندگی می‌کند و بر منطقه لالپوره، صاحب خان‌سالاری (خانی) است.  